# Województwo konińskie

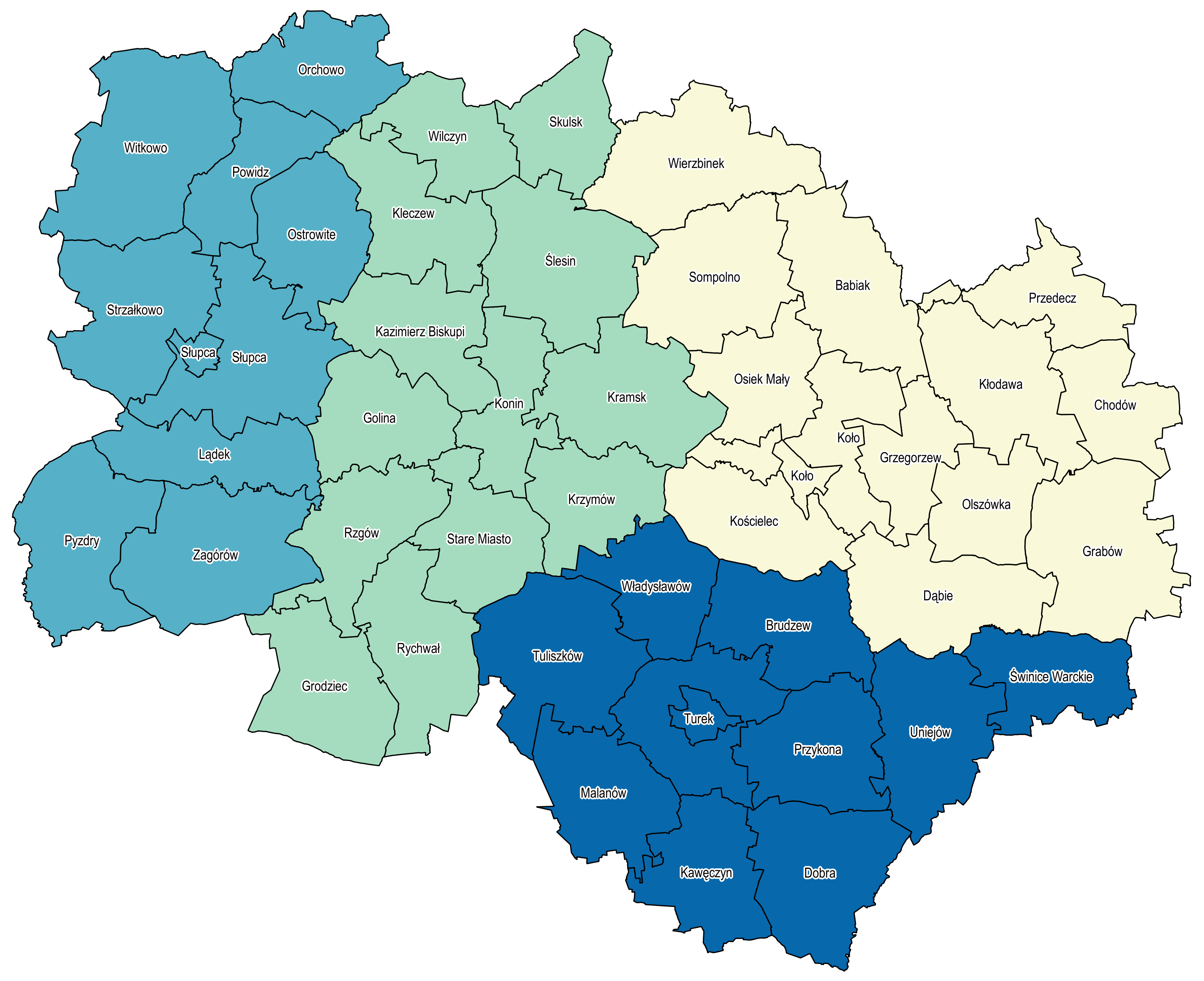
Mapa województwa w ostatnim dniu jego istnienia z podziałem na gminy i urzędy rejonowe

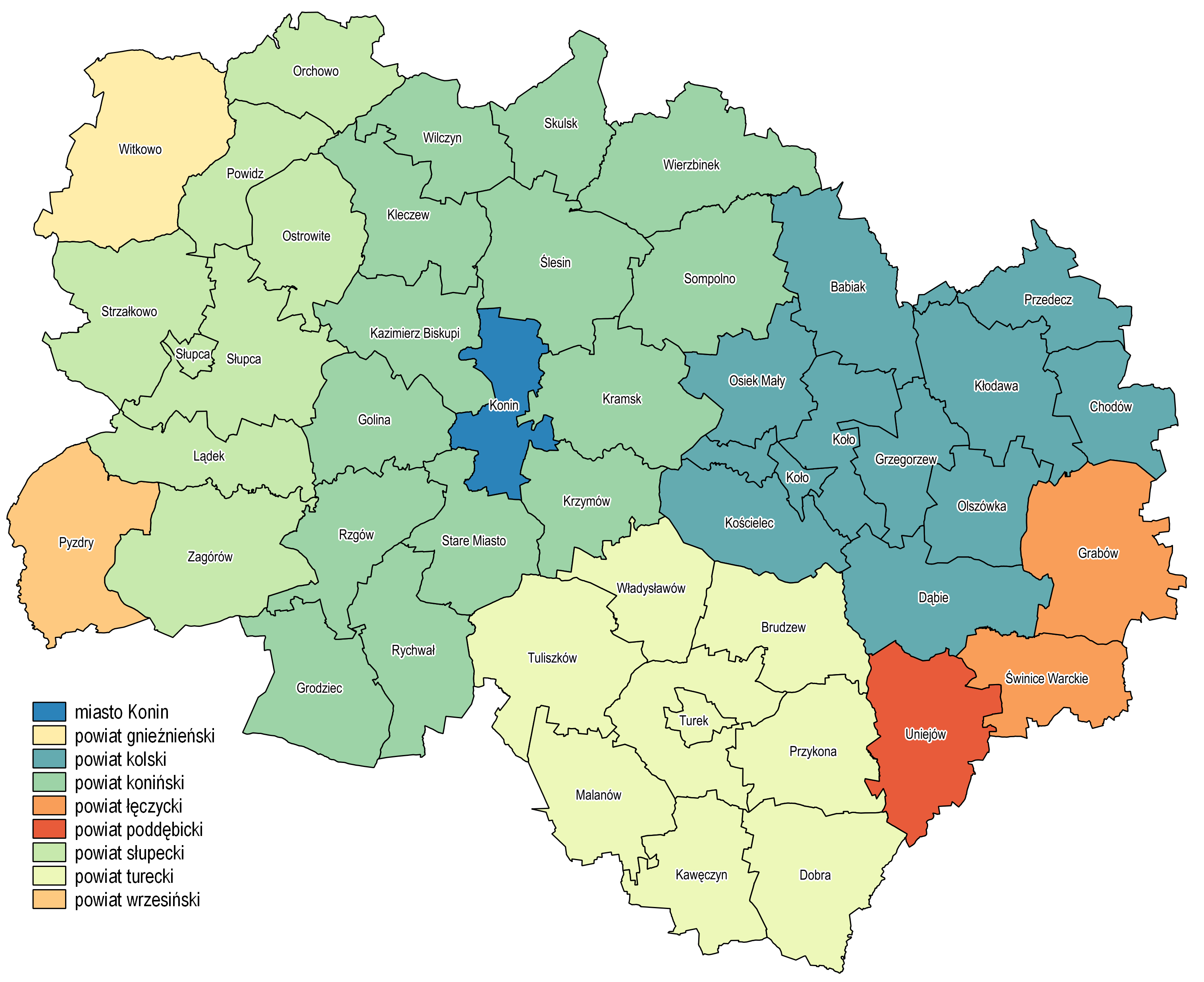
Przynależność powiatowa gmin byłego województwa konińskiego po 31 grudnia 1998 r.

Województwo konińskie – województwo w centralnej Polsce istniejące w latach 1975–1998, powstałe ze wschodniej części dawnego województwa poznańskiego. Obszar województwa wynosił 5139 km², a ludność w 1998 wynosiła 480 tys. mieszkańców. Województwo w 1998 r. podzielone było na 18 miast i 48 gmin (w tym 4 miejskie, 14 miejsko-wiejskich oraz 30 wiejskich). Wyróżniki na tablicach rejestracyjnych w województwie konińskim to KF, KM i KN. Graniczyło z 6 województwami: od północy z bydgoskim (na długości 68 km) i włocławskim (94 km), od wschodu z płockim (60 km), od południa z sieradzkim (74 km) i kaliskim (108 km), od zachodu z poznańskim (74 km). Z gmin konińskiego utworzono następujące powiaty województwa wielkopolskiego: kolski, koniński, słupecki, turecki i miasto na prawach powiatu Konin.

## Ludność
| Ludność w latach       | Ludność w latach |
| Rok                    | Ludność          |
| ---------------------- | ---------------- |
| 1975 (31 grudnia)      | 425,6 tys.       |
| 1976 (31 grudnia)      | 427,4 tys.       |
| 1977 (31 grudnia)      | 429,4 tys.       |
| 1978 (spis powszechny) | 436 236          |
| 1978 (31 grudnia)      | 435 tys.         |
| 1979 (31 grudnia)      | 438,6 tys.       |
| 1980 (31 grudnia)      | 441,2 tys.       |
| 1983 (31 grudnia)      | 452,1 tys.       |
| 1985 (31 grudnia)      | 459,3 tys.       |
| 1986                   | 461,3 tys.       |
| 1987                   | 463,4 tys.       |
| 1988                   | 464,6 tys.       |
| 1989 (31 grudnia)      | 467,6 tys.       |
| 1990 (30 czerwca)      | 468,3 tys.       |
| 1990 (31 grudnia)      | 469,2 tys.       |
| 1991 (31 grudnia)      | 470,7 tys.       |
| 1992 (31 grudnia)      | 475,6 tys.       |
| 1993 (30 czerwca)      | 476,2 tys.       |
| 1994 (31 grudnia)      | 478,8 tys.       |
| 1995 (30 czerwca)      | 479,1 tys.       |
| 1995 (31 grudnia)      | 479,7 tys.       |
| 1997 (31 grudnia)      | 480,6 tys.       |

W województwie mieszkało 480 000 osób (1998), z tego ok. 42% w miastach. Gęstość zaludnienia wynosiła 93 osoby na km². Największe miasta: Konin, Turek i Koło.

## Urzędy Rejonowe
- Urząd Rejonowy w Kole dla gmin: Babiak, Chodów, Dąbie, Grabów, Grzegorzew, Kłodawa, Koło, Kościelec, Olszówka, Osiek Mały, Przedecz, Sompolno i Wierzbinek oraz miasta Koło
- Urząd Rejonowy w Koninie dla gmin: Golina, Grodziec, Kazimierz Biskupi, Kleczew, Kramsk, Krzymów, Rychwał, Rzgów, Skulsk, Stare Miasto, Ślesin i Wilczyn oraz miasta Konin
- Urząd Rejonowy w Słupcy dla gmin: Lądek, Orchowo, Ostrowite, Powidz, Pyzdry, Słupca, Strzałkowo, Witkowo i Zagórów oraz miasta Słupca
- Urząd Rejonowy w Turku dla gmin: Brudzew, Dobra, Kawęczyn, Malanów, Przykona, Świnice Warckie, Tuliszków, Turek, Uniejów i Władysławów oraz miasta Turek

### Miasta
Dane z 31.12.1998
|  | Konin     | 83 426 |
|  | Turek     | 30 864 |
|  | Koło      | 24 076 |
|  | Słupca    | 14 892 |
|  | Witkowo   | 8100   |
|  | Kłodawa   | 7200   |
|  | Golina    | 4200   |
|  | Kleczew   | 3600   |
|  | Sompolno  | 3500   |
|  | Tuliszków | 3300   |
|  | Pyzdry    | 3100   |
|  | Uniejów   | 3100   |
|  | Ślesin    | 3100   |
|  | Zagórów   | 2900   |
|  | Rychwał   | 2400   |
|  | Dąbie     | 2100   |
|  | Przedecz  | 1800   |
|  | Dobra     | 1500   |

### Podział administracyjny
| miasta: - Dąbie - Dobra - Golina - Kleczew - Kłodawa - Koło - Konin – stolica - Przedecz - Pyzdry - Rychwał - Słupca - Sompolno - Ślesin - Tuliszków - Turek - Uniejów - Witkowo - Zagórów | gminy: - gmina Babiak - gmina Brudzew - gmina Chodów - gmina Dąbie - gmina Dobra - gmina Golina - gmina Grabów - gmina Grodziec - gmina Grzegorzew - gmina Kawęczyn - gmina Kazimierz Biskupi - gmina Kleczew - gmina Kłodawa - gmina Koło - miasto Koło - miasto Konin - gmina Kościelec - gmina Kramsk - gmina Krzymów - gmina Lądek - gmina Malanów - gmina Olszówka - gmina Orchowo - gmina Osiek Mały | gminy c.d.: - gmina Ostrowite - gmina Powidz - gmina Pyzdry - gmina Przedecz - gmina Przykona - gmina Rychwał - gmina Rzgów - gmina Skulsk - gmina Słupca - miasto Słupca - gmina Sompolno - gmina Stare Miasto - gmina Strzałkowo - gmina Ślesin - gmina Świnice Warckie - gmina Tuliszków - gmina Turek - miasto Turek - gmina Uniejów - gmina Wierzbinek - gmina Wilczyn - gmina Witkowo - gmina Władysławów - gmina Zagórów |

### Reforma administracyjna
1 stycznia 1999 weszła w życie ustawa o nowym podziale administracyjnym Polski. Województwo konińskie w większości przyłączone zostało do województwa wielkopolskiego, tylko trzy gminy: Grabów, Świnice Warckie i Uniejów – zostały przyłączone do województwa łódzkiego. Gminę Pyzdry włączono w skład powiatu wrzesińskiego, a gminę Witkowo do powiatu gnieźnieńskiego, wchodzących w skład województwa wielkopolskiego. Pozostały obszar województwa konińskiego podzielono się na cztery powiaty: kolski, koniński, słupecki i turecki oraz miasto na prawach powiatu Konin.